# Gohr (Adelsgeschlecht)
Gohr ist der Name eines kurländischen Adelsgeschlechts, dessen Herkunft auf das niederländisch-belgische Adelsgeschlecht Horn zurück reicht. Die Familie war weit verzweigt und diente unter mehreren Herrschern als Offiziere und Landpächter. Oscar von Gohr (1834–1904) stand als herausragende Persönlichkeit in kaiserlich-russischem Dienst und ging als Vizeadmiral und Generalkonsul in die Geschichte ein.

## Herkunft
Die Hauptlinie des niederländisch-belgischen Adelsgeschlechts Horn wurde 1450 in den Grafenstand erhoben und erlosch im Jahre 1540. Aus der Hauptlinie erwuchsen die Herren von Baucignies, die späteren Grafen Houtekerke, sie erloschen 1741. Eine weitere Linie wurde 1509 zu französischen Grafen von Baucignies und 1677 in den spanisch-niederländischen Fürstenstand erhoben. 1736 wurde diese Linie in den Reichsfürstenstand erhoben und existierte bis 1826. Eine weitverzweigte Linie hatte das nördlich von Horn gelegene Schloss und die Herrschaft Goor (Ghoor, Goer, Ghore bzw. Gohr) als Lehen erhalten. Dieser Zweig wurde von Daniel I., von 1285 bis 1294 Ritter und Herr von Gohr, angeführt. Dessen Sohn Daniel II. war von 1306 bis 1311 Herr von Gohr und Seneschall beim Herzogs von Brabant Johann II. Die Familie verteilte sich auf verschiedene Lehngüter in Limburg und Obergeldern und war in Weyer und Einrath ansässig, wobei die Linie der von Wissersheim bei Düren den längsten Bestand hatte.
Ein Nachkomme aus der Linie Weyer und Einrath, nämlich Johann von Gohr wird 1532 bis 1550 in Alt-Livland als Hauskomtur des Deutschen Ordens zu Reval registriert. Er kehrte aber wieder in seine Heimat zurück und wurde 1672 Landkomtur des Deutschen Ordens auf Schloss Alden Biesen. Der Familienstamm der von Gohrs war weit verbreitet und nicht immer sesshaft, die nachweisbare Reihe der Nachkommen beginnt in Kurland erneut mit Wilhelm I. von Gohr, der 1563 urkundlich als Zeuge benannt worden war. Im folgten Wilhelm II.-IV., der Sohn Wilhelm IV. Otto Johann führte nun die Nachkommenschaft lückenlos weiter.

## Stammfolge
Wilhelm von Gohr († vor 1669), kurländischer Guts- und Pfandherr, polnischer Kapitän
- Ernst Christopher von Gohr († 1718), polnischer Kammerherr und Generalmajor
- Otto Johann von Gohr († 1703), Herr auf Sahten, Pächter von Groß-Autz, kursächsischer Oberstleutnant ⚭ Louisa von Korff
  - Christoph Ferdinand von Gohr (* um 1697, † 1774 in Kirchspiel Sackenhausen[3]), Hessen-Kasselscher Major, Herr auf Allmahlen und Münde ⚭ Margarethe Emerentia von Hahn (1712–1781)
    - Christoph Heinrich von Gohr (* 1740, ⚭ 1811 in Goldingen), französischer Capitaine, Herr auf Ullmahlen, Strandhof und Sernaten, Sekretär des (1778) Piltschen Landtags
      - Georg Wilhelm Ernst von Gohr (* 1793 in Mitau; † 1854 in Talsen), Herr auf Sernaten und Subern ⚭ Henriette Hoyer (1804–1858)
        - Alexander Heinrich Wilhelm von Gohr (1827–1870)
        - Robert Ferdinand von Gohr (1830–1901), Herr auf Groß-Satticken und Subern
          - Edgar von Gohr (* 1862)
          - Leon von Gohr (* 1868)

        - Oscar von Gohr[4] (* 1834 in Windau; † 1904 in Reval), Vizeadmiral, Generalkonsul in Kopenhagen, Geheimrat ⚭ Marie von der Fuhr (1845–1926)
          - Oskar Christian von Gohr (* 1871 in Nikolajew; † 1909 in Reval), Kammerjunker, Rat der estländischen Gouvernementsregierung ⚭ Alexandrine Baroness von Korff (* 1872)

        - Hermann Magnus Nikolai von Gohr (1845–1917)

    - Philipp Magnus von Gohr (* 1733; † 1805 in Mitau), Mannrichter, Herr auf Schloßhof, Münde, Allmahlen, Sutten und Kuckschen ⚭ Benigna von Hahn (1743–1821)
      - Eberhard Ferdinand von Gohr (1763–1794), Herr auf Kuckschen
      - Carl Hermann von Gohr (1764–1835), Herr auf Engelzeem ⚭ Johanna Gottlieb von Brunnow (1765–1812)
        - Friedrich Hermann Christoph von Gohr (1790–1810)
        - Magnus Wilhelm Heinrich von Gohr (1778–1881), russischer Leutnant

      - Georg Wilhelm von Gohr (1766–1823), Herr auf Subern, Kuckschen, Laidsen und Rothfelden

## Johannes Friedrich Oskar von Gohr
Johann Friedrich Oskar von Gohr (* 17. Mai 1834 in Windau; † 3. August 1904 in Reval) war der dritte Sohn des Georg Wilhelm Ernst von Gohr (1793–1854) und der Henriette Hoyer. Er heiratete 1869 Marie von der Fuhr. Johann F. O. von Gohr absolvierte seine Offiziersausbildung im Seekadettenkorp zu Sankt Petersburg. 1852 wurde er als Marineoffizier in die Kaiserlich-russische Marine aufgenommen. Von 1859 bis 1860 war er Adjutant des Oberbefehlshabers in Archangelsk und von 1860 bis 1861 in Nikolaevsk. Er kommandierte dann mehrere Dampfkriegsschiffe und wurde 1878 Kapitän 1. Ranges. Im Jahre 1885 wurde er als Vizeadmiral ehrenhaft verabschiedet. Als Wirklicher Staatsrat trat er nun in die Dienste des Ministeriums für auswärtige Angelegenheiten. Von 1888 bis 1903 war er im Range eines Geheimrates Generalkonsul in Kopenhagen.

## Wappen

Wappen derer von Horn

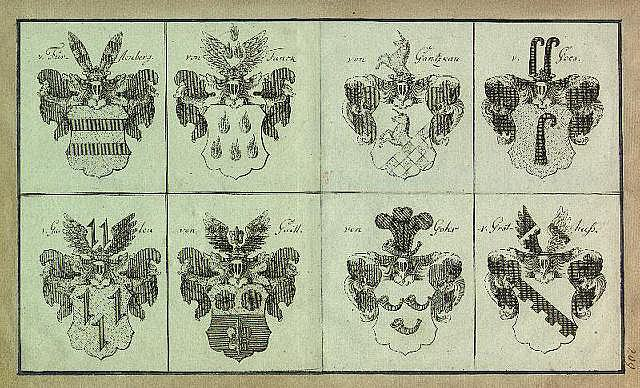
Wappen derer von Gohr (Nr. 7)

Im silbernen Schild drei rote Hifthörner mit goldenen Beschlägen. Auf der Helmzier das Hifthorn vor drei Straußenfedern. Helmdecken rot-silber.
Das Familienwappen derer von Gohr basiert auf dem Wappen der herzoglich-brabantischen Adelsfamilie Horn. Das älteste bekannte Hornsche Siegel mit den drei Hörnern stammt von 1282.